# Goh Paie
Goh Paie är en kulle i Indonesien.   Den ligger i provinsen Aceh, i den västra delen av landet, 1 800 km nordväst om huvudstaden Jakarta. Toppen på Goh Paie är 261 meter över havet, eller 227 meter över den omgivande terrängen. Bredden vid basen är 4,4 km. Goh Paie ligger på ön Pulau Peunasu.
Terrängen runt Goh Paie är kuperad norrut, men österut är den platt.